# Leroy Watson
Leroy Watson, född 6 juli 1965, är en brittisk idrottare som tog brons i bågskytte vid olympiska sommarspelen 1988 i Seoul.